# Diplomatischer Zwischenfall
Ein diplomatischer Zwischenfall (engl. international incident) ist ein dem Anschein nach verhältnismäßig kleiner oder begrenzter Vorgang oder Streitfall, der zu einem größeren Konflikt zwischen zwei oder mehr Nationalstaaten führt. Diplomatische Zwischenfälle können aus unerwarteten Handlungen in Verbindung mit Staatsangehörigen, Staatsbeamten oder bewaffneten Einheiten eines oder mehrerer Nationalstaaten hervorgehen oder aus vorsätzlichen, aber kleinen Provokationen von Geheimagenten eines Nationalstaates oder von Terroristen gegen einen anderen Nationalstaat.

## Definition
Ein diplomatischer Zwischenfall entsteht normalerweise während einer Zeit des relativen Friedens zwischen Nationalstaaten und ist im Allgemeinen – oberflächlich gesehen – ein unerwartetes Ereignis. Konflikte, die aus eskalierenden Gefechtsscharmützeln zwischen Nationalstaaten herrühren, werden nicht als diplomatische Zwischenfälle betrachtet; bei terroristischen Aktionen ist dies jedoch oftmals der Fall. Allerdings ergibt die historische Betrachtung vergangener diplomatischer Zwischenfälle, dass der Vorfall häufig den Siedepunkt eines brodelnden Konfliktes zwischen Nationalstaaten oder ihnen feindlich gesinnten Organisationen darstellte.
Kriege wurden oft durch diplomatische Zwischenfälle provoziert, und diplomatische Bemühungen konnten dann eine Entwicklung zu einem bewaffneten Konflikt nicht immer verhindern.
Der Internationale Gerichtshof führt eine Liste von rechtlichen Auseinandersetzungen zwischen Nationalstaaten, von denen viele aus diplomatischen Zwischenfällen hervorgingen.

## Beispiele

### 18./19. Jahrhundert
- Schnäbele-Affäre
- XYZ-Affäre
- Caroline/McLeod-Affäre, welche die Entwicklung der internationalen Rechtsprechung stark beeinflussen sollte
- Trent-Affäre

### 20. Jahrhundert
- Attentat von Sarajevo
- Zimmermann-Depesche
- Panay-Vorfall
- Tonkin-Zwischenfall
- Satanique
- Korean-Airlines-Flug 007
- Lockerbie-Anschlag

### 21. Jahrhundert
- ¿Por qué no te callas?